# Jaime Barría
Jaime Jonathan Barría Soto (né le 18 juillet 1996 à Panama city, ) est un lanceur droitier des Angels de Los Angeles de la Ligue majeure de baseball. 

## Carrière
Repéré et signé comme agent libre international en 2013 par les Angels de Los Angeles, il fait ses débuts dans les ligues mineures de la ligue d'été dominicaine, puis dans les ligues de l'organisation aux États-Unis. Grimpant rapidement les échelons, il atteint la classe AAA au cours de la saison 2017 et est sélectionné pour l'All-Star Futures Game cette même année. 
En 2018, il est invité pour l'entrainement de printemps et entre dans la sélection de 40 joueurs de l'équipe des Angels pour la saison. Il est appelé une première fois dans les majeures le 11 avril contre les Rangers du Texas où il remporte la victoire après n'avoir concédé qu'un coup sûr et un point sur un home run de Ryan Rua en cinq manches.
Le 3 mai 2018, lors de son troisième match dans les majeures, il obtient une deuxième victoire en tenant un match sans point ni coup sûr jusqu'à la sixième manche, où il finit par concéder deux points et quatre coups sûrs.